# Cromosoma 17
Con il nome di cromosoma 17 si indica, per convenzione, il diciassettesimo cromosoma autosomico umano in ordine di grandezza (calcolando anche il cromosoma X, risulta essere il diciottesimo). Gli individui presentano solitamente due copie del cromosoma 17, come di ogni autosoma. Il cromosoma 17 possiede quasi 79 milioni di nucleotidi. I due cromosomi 17 rappresentano quasi il 3% del DNA totale nelle cellule umane.
Si ritiene che il cromosoma 17 contenga fra i 1200 ed i 1500 geni.
Il numero di polimorfismi a singolo nucleotide (SNP) è di oltre 300.000.

## Geni
I seguenti sono alcuni dei geni identificati sul cromosoma 17:
- ACADVL: acil-coenzima A deidrogenasi (very long chain);
- ACTG1: actina gamma 1;
- ASPA: aspartoacilasi (proteina legata alla malattia di Canavan);
- BRCA1: proteina 1 legata al tumore alla mammella ad insorgenza precoce;
- COL1A1: collagene, tipo I, alfa 1;
- ERBB2: omologo 2 dell'oncogene virale della leucemia eritroblastica (v-erb-b2);
- FLCN: follicolina;
- GALK1: galattochinasi 1;
- GFAP: proteina acida fibrillare della glia;
- KCNJ2: canale del potassio (sottofamiglia J, membro 2);
- MYO15A: miosina XVA;
- NF1: neurofibromina 1 (proteina legata alla neurofibromatosi, alla malattia di von Recklinghausen ed alla malattia di Watson);
- PMP22: proteina 22 della mielina periferica;
- SHBG: globulina legante ormone sessuale;
- TP53: p53 (legata alla sindrome di Li-Fraumeni);
- USH1G: proteina 1G legata alla sindrome di Usher (autosomica recessiva);
- RAI1: gene 1 indotto da acido retinoico;
- RARalpha: recettore alfa dell'acido retinoico (coinvolto nella t(15,17) responsabile della leucemia promielocitica);
- GRB7: proteina 7 legata al recettore del growth factor;
- alcune chemochine di tipo CC: CCL1, CCL2, CCL3, CCL4, CCL5, CCL7, CCL8, CCL11, CCL13, CCL14, CCL15, CCL16, CCL18 e CCL23.
- SCN4A : canale del sodio (coinvolto in patologie muscolari che si manifestano come paralisi periodiche o miotonie)[3]

## Malattie
Alcune patologie legate a problemi a carico del cromosoma 17:
- diabete mellito;
- galattosemia;
- malattia di Alexander;
- malattia di Canavan;
- malattia di Charcot-Marie-Tooth;
- neurofibromatosi;
- osteogenesi imperfetta;
- sindrome di Andersen-Tawil;
- sindrome di Birt-Hogg-Dubé;
- sindrome di Ehlers-Danlos;
- sindrome di Li-Fraumeni;
- sindrome di Miller-Dieker
- sindrome di Smith-Magenis;
- sindrome di Usher;
- sordità non sidromica;
- tumore alla mammella;
- tumore alla prostata.
- sindrome di Potocki-Lupski
- Canalopatie del sodio